# Darko Butorović
Darko Butorović (født 12. august 1970 i Split, Jugoslavien) er en kroatisk tidligere fodboldspiller (forsvarer).
Butorović startede sin karriere hos Hajduk Split i sin fødeby, og skiftede i 1997 til portugisiske FC Porto. Senere repræsenterede han også Vitesse og Farense, inden han sluttede karrieren af tilbage hos Hajduk. Han nåede desuden at spille tre kampe for Kroatiens landshold.